# Dominio de Akō

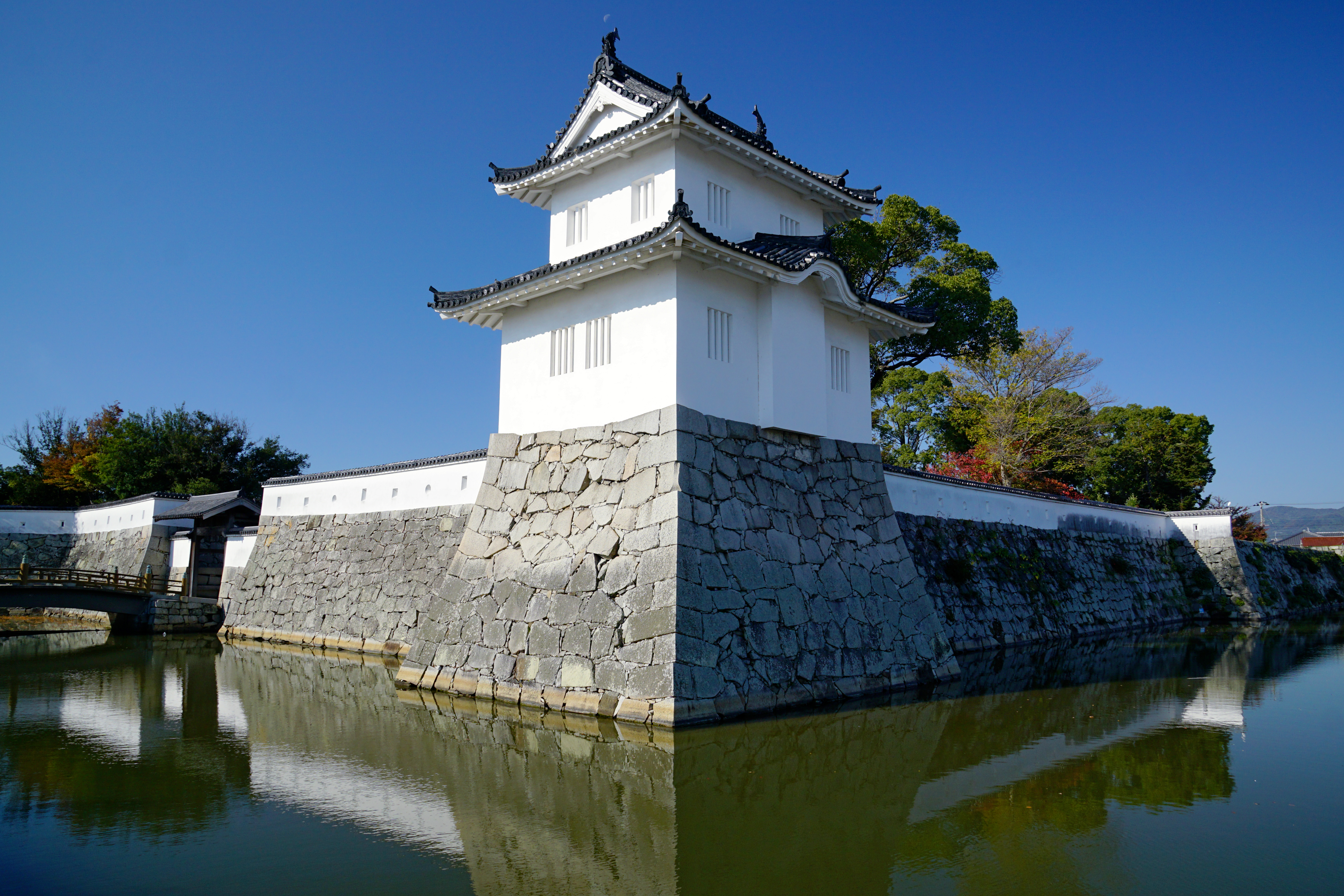
El castillo de Akō en la ciudad con el mismo nombre.

El dominio de Akō (赤穂藩 Akō-han?) fue un dominio en el Japón feudal. Se localizaba en la provincia de Harima, actualmente coincidiría con las ciudades de Akō, Aioi y Kamigōri en la prefectura de Hyōgo. El dominio tenía sede en el Castillo Akō.
En 1615, el shogunato Tokugawa concedió el dominio de Akō a Ikeda Masatsuna. Este murió sin heredero en 1631, y el dominio pasó a su hermano Teruoki. Sin embargo, Teruoki se volvió loco, y en 1645 fue apartado del cargo y el dominio fue gobernado por los principales miembros de la familia Ikeda hasta el nombramiento de Asano Naganao a finales de ese año. Bajo el gobierno de Asano, el dominio llegó a su mayor esplendor con unos 53.000 koku.
El nieto de Naganao, Naganori, fue daimio de Akō en el momento de su intento de asesinar a Kira Yoshinaka en el castillo de Edo en 1701. Fue sentenciado a suicidarse y sus secuaces a convertirse en rōnin. Uno de esos grupos se convirtió famoso tomando el nombre de los 47 rōnin por vengar a Naganori.
El dominio pasó a Nagai Naohiro en 1706. Akō pasó después a Mori Naganao, donde él y sus herederos gobernaron el dominio por doce generaciones hasta la abolición del sistema Han en 1871 con unos 20.000 koku. 